# Rocky Burnette
Rocky Burnette (* 12. Juni 1953 in Memphis, Tennessee) ist ein US-amerikanischer Musiker, Sänger und Songschreiber.

## Leben und Wirken
Bekannt wurde Rocky Burnette durch sein Lied Tired of Toein' the Line, mit dem er 1980 in den deutschen Single-Charts Platz 44 und in den US-Single-Charts Platz 8 erreichte. Durch diesen Erfolg in den USA gehört er mit seinem Vater Johnny Burnette zu dem kleinen Kreis von Eltern und Kindern, denen es jeweils gelang, sich in den Top Ten zu platzieren (wie z. B. Frank und Nancy Sinatra).
Dieser Erfolgssong war eine Single-Auskopplung aus seinem Debüt-Album Son of Rock and Roll (1979), das von seiner Plattenfirma EMI America Records Inc. veröffentlicht wurde. Aufgrund finanzieller Schwierigkeiten von EMI nach dem beachtlichen Anfangserfolg Burnettes kam es zu Vermarktungsproblemen. Sein zweites Album Heart Stopper (1980) wurde schließlich von EMI nicht mehr veröffentlicht, sondern an die MCA verkauft. Die MCA allerdings vermarktete Burnettes Album nicht selbst, sondern ließ es unter dem kleinen Plattenlabel The Goods Records erscheinen. Aufgrund der nun erneut fehlenden professionellen Werbung für das Album Heart Stopper sowie der nachfolgenden Single des gleichnamigen Songs blieben diese Neuerscheinungen weitgehend unbekannt.
1981 schloss sich Burnette mit ehemaligen Mitgliedern der legendären Gruppe Rock and Roll Trio (auch Johnny Burnette Trio) seines früh verstorbenen Vaters zusammen. Mit ihnen verwirklichte er bei der kleinen amerikanischen Plattenfirma Enigma sein nächstes Album Get Hot or Go Home! (1981), auf dem er unter anderem frühere Erfolgstitel des Rock and Roll Trios und einen Top-Ten-Hit seines Vaters – You’re Sixteen – sang. 1981 begann Burnette sich mehr auf den europäischen Markt zu konzentrieren und mit dem ehemaligen Rock-and-Roll-Trio-Gründungsmitglied und Gitarristen Paul Burlison, dem Bassisten Johnny Black (Bruder von Elvis’ Bassisten Bill Black) und dem Schlagzeuger Tony Austin (Cousin von Carl Perkins) durch zahlreiche Länder Europas zu touren.
1996 brachte Burnette sein Album Tear it Up bei der Plattenfirma Core Records heraus, die unmittelbar nach dem Verkaufsstart Konkurs anmeldete. 2002 schließlich erschien ein weiteres Album mit dem Titel Hip Shakin’ Baby: A Tribute to Johnny and Dorsey Burnette bei Rockstar.
Viele seiner Songs hat Rocky Burnette selbst geschrieben, er war aber auch für andere tätig, beispielsweise Percy Sledge. Er entstammt einer musikalischen Familie. Neben seinem Vater Johnny hat auch sein Onkel Dorsey Burnette Rock-’n’-Roll- und Rockabilly-Geschichte mitgeschrieben. Sein Cousin ist Billy Burnette, Sohn von Dorsey und ehemaliges Mitglied der Musikgruppe Fleetwood Mac.

## Diskografie

### Singles
- 1979: Tired Of Toein' The Line / Boogie Down In Mobile, Alabama
- 1979: Baby Tonight / Because Of You
- 1980: Fallin' In Love (Bein' Friends) / Roll Like A Wheel
- 1982: Fingerprints / Bertha Lou
- 1990: Mena Está Noche / Bailando En Mobile, Alabama

### Alben
- 1979: Son of Rock and Roll
- 1980: Heart Stopper
- 1981: Get Hot or Go Home!
- 1982: Rocky Burnette
- 1996: Tear it Up
- 2002: Hip Shakin’ Baby: A Tribute to Johnny and Dorsey Burnette (mit Darrel Higham & The Enforcers)
- 2007: Wampus Cat
- 2015: Rockabilly Boogie (mit Darrel Higham & The Enforcers)